# Dendroxena
Dendroxena is een geslacht van kevers uit de familie van de aaskevers (Silphidae).

## Soorten
- Dendroxena quadrimaculata (Scopoli, 1772) (Rupsenaaskever)

## Synoniemen
- Xylodrepa Thomson, 1859